# 安藏 (元朝)
安藏（？—1293年），全称安藏札牙客思，字国宝，自号龙宫老人。元朝翻译家，畏兀儿人。世居别失八里（今新疆吉木萨尔破城子）。
安藏九岁跟随师傅学佛经。十五岁学习儒家、佛教二家文书，通晓多种语言，在翰林中负有盛名。蒙哥汗时，应诏入侍。忽必烈即位，进献《宝藏论玄演集》十卷。劝谏忽必烈“亲经史以知古今之治乱，正心术以示天下之向背”。翻译汉籍《尚书·无逸篇》《贞观政要》《申鉴》为蒙古畏兀儿字献上。阿里不哥与忽必烈内战时，他作为特使前往规劝。启劝忽必烈“任贤勿贰，去邪勿疑”。中统二年（1261年），设立国史院，奉诏收集史事。至元八年（1271年），安藏与许衡进上“知人、用人，德业盛，天下归”的说法，被忽必烈嘉赏，特授为翰林学士、知制诰、同修国史。不久改任商议中书省事，奉旨翻译《尚书》《资治通鉴》《难经》《本草》。升任为翰林学士承旨，领集贤院、会同馆及道教事。著有诗文数十卷，后来佚失。所翻译的文字很多是关系国计民生、经世致用的古籍，成为忽必烈制定法令的借鉴，有利于各民族文化交流。去世后，追封秦国公，谥号文靖。